# Grote of Sint-Nicolaaskerk (Benschop)
De Grote of Sint-Nicolaaskerk is een kerk in het Utrechtse dorp Benschop.
Tussen 1200 en 1250 werden de toren en het schip gebouwd. In de veertiende eeuw werden het koor en het dwarsschip opgetrokken, waardoor er een kruiskerk ontstond. Vanaf 1450 werd de toren verhoogd en vonden er diverse verbouwingen aan het schip plaats, waardoor de kerk eenbeukig werd.
In de kerk bevinden zich meerdere graven, onder andere dat van admiraal Abraham Ferdinand van Zijll. Zijn grafmonument (1697) bevindt zich in het koor. De kerk heeft een preekstoel uit 1619, vervaardigd door Oloff Adriaansz., een lessenaar uit 1707 van Hendricus van Hiltcop en een orgel uit 1754 van Johann Bätz, een schenking van baron  Gijsbert Franco de Milan Visconti, die in hetzelfde jaar een herenbank kreeg.
Vanaf de 16e eeuw werden er meerdere herstelwerkzaamheden uitgevoerd. Van 15-10-1956 t/m 20-10-1959 vond er een restauratie door de firma L. Woudenberg uit Ameide plaats. In 1976-1978 werd de kerktoren gerestaureerd en in 2011 het orgel.
De kerk is in gebruik bij de Hervormde Gemeente Benschop.